# Tetrapathaea tetrandra
Tetrapathaea tetrandra là một loài thực vật có hoa trong họ Lạc tiên. Loài này được (Banks ex DC.) Raoul miêu tả khoa học đầu tiên năm 1844.